# The Loud Tour
The Loud Tour é a terceira digressão mundial da cantora Rihanna para promover o seu quinto álbum de estúdio, Loud. O evento foi anunciado a 7 de Dezembro de 2010, contando até à data com 89 concertos, iniciada a 4 de Junho de 2011 na Baltimore, Estados Unidos. Devido à fenomenal aderência do público, a cantora teve de adicionar mais datas à digressão algumas vezes.

## Antecedentes
A revista norte-americana Billboard revelou que a cantora tinha falado sobre a digressão pela primeira vez a 9 de Fevereiro de 2011, dizendo que:
| “ | Estamos a criar uma digressão incrível. Eu estou animada para fazer-me à estrada e partilhar a minha nova música deste álbum". Nós vamos passar um tempo maravilhoso, e eu sei que meus fãs estão prontos para fazer barulho! | ” |

Na passadeira vermelha da cerimónia Grammy Awards, a cantora confidenciou com Ryan Seacrest que "a digressão começaria a Junho nos Estados Unidos. É a era "Loud", será fabuloso, novas cores, novos palcos e novos concertos..."

## Actos de abertura
- Cee Lo Green (Norte da América)[5]
- J.Cole (Norte da América)[6]
- B.o.B. (Norte da América) (datas seleccionadas)[7]
- Calvin Harris (Europa) (datas seleccionadas)[7]

## Alinhamento
1. "Only Girl (In the World)"
2. "Disturbia"
3. "Shut Up and Drive"
4. "Man Down"
5. "Darling Nikki" (versão de Prince)
6. "S&M"
7. "Let Me"
8. "Skin"
9. "Raining Men"
10. "Hard"
11. "Breakin' Dishes" (contém elementos de "The Glamorous Life")
12. Mistura: "Run This Town" / "Live Your Life"
13. "Unfaithful"
14. "Hate That I Love You"
15. "California King Bed"
16. "Pon De Replay"
17. "What's My Name?"
18. "Rude Boy"
19. "Cheers (Drink to That)"
20. "Don't Stop the Music"
21. "Take a Bow"
22. "Love the Way You Lie (Part II)"
23. "Umbrella"
24. "We Found Love" (A partir de 13 de Novembro)

Fonte: 

## Datas
| Data                      | Cidade          | País            | Local                                     |
| ------------------------- | --------------- | --------------- | ----------------------------------------- |
| Norte da América          |                 |                 |                                           |
| 4 de Junho de 2011        | Baltimore       | Estados Unidos  | 1st Mariner Arena                         |
| 6 de Junho de 2011        | Toronto         | Canadá          | Air Canada Centre                         |
| 7 de Junho de 2011        | Toronto         | Canadá          | Air Canada Centre                         |
| 8 de Junho de 2011        | Ottawa          | Canadá          | Scotiabank Place                          |
| 10 de Junho de 2011       | Montreal        | Canadá          | Bell Centre                               |
| 11 de Junho de 2011       | Montreal        | Canadá          | Bell Centre                               |
| 14 de Junho de 2011       | Auburn Hills    | Estados Unidos  | The Palace of Auburn Hills                |
| 15 de Junho de 2011       | Chicago         | Estados Unidos  | United Center                             |
| 16 de Junho de 2011       | Minneapolis     | Estados Unidos  | Target Center                             |
| 18 de Junho de 2011       | Winnipeg        | Canadá          | MTS Centre                                |
| 19 de Junho de 2011       | Saskatoon       | Canadá          | Credit Union Centre                       |
| 21 de Junho de 2011       | Calgary         | Canadá          | Scotiabank Saddledome                     |
| 22 de Junho de 2011       | Edmonton        | Canadá          | Rexall Place                              |
| 24 de Junho de 2011       | Vancouver       | Canadá          | Rogers Arena                              |
| 25 de Junho de 2011       | Vancouver       | Canadá          | Rogers Arena                              |
| 28 de Junho de 2011       | Los Angeles     | Estados Unidos  | Staples Center                            |
| 29 de Junho de 2011       | Anaheim         | Estados Unidos  | Honda Center                              |
| 30 de Junho de 2011       | Oakland         | Estados Unidos  | Oracle Arena                              |
| 2 de Julho de 2011        | Las Vegas       | Estados Unidos  | Mandalay Bay Events Center                |
| 4 de Julho de 2011        | Albuquerque     | Estados Unidos  | The Pavilion                              |
| 8 de Julho de 2011        | Dallas          | Estados Unidos  | American Airlines Center                  |
| 9 de Julho de 2011        | Houston         | Estados Unidos  | Toyota Center                             |
| 11 de Julho de 2011[A]    | Birmingham      | Estados Unidos  | Birmingham Jefferson Convention Complex   |
| 12 de Julho de 2011       | Atlanta         | Estados Unidos  | Chastain Park Amphitheatre                |
| 14 de Julho de 2011       | Sunrise         | Estados Unidos  | BankAtlantic Center                       |
| 16 de Julho de 2011       | Greensboro      | Estados Unidos  | Greensboro Coliseum                       |
| 17 de Julho de 2011       | Atlantic City   | Estados Unidos  | Borgata Event Center                      |
| 19 de Julho de 2011       | Uniondale       | Estados Unidos  | Nassau Coliseum                           |
| 21 de Julho de 2011       | East Rutherford | Estados Unidos  | Izod Center                               |
| 22 de Julho de 2011       | Oxoboxo River   | Estados Unidos  | Mohegan Sun Arena                         |
| 23 de Julho de 2011       | Philadelphia    | Estados Unidos  | Wells Fargo Center                        |
| 24 de Julho de 2011       | Boston          | Estados Unidos  | TD Garden                                 |
| América Central           |                 |                 |                                           |
| 5 de Agosto de 2011       | Bridgetown      | Barbados        | Kensington Oval                           |
| Europa                    |                 |                 |                                           |
| 15 de Agosto de 2011[B]   | Helsinki        | Finlândia       | Hietaranta Beach                          |
| 17 de Agosto de 2011[C]   | Bergen          | Noruega         | Bergenhus                                 |
| 18 de Agosto de 2011[C]   | Bergen          | Noruega         | Bergenhus                                 |
| 20 de Agosto de 2011[D]   | Wolverhampton   | Reino Unido     | Weston Park                               |
| 21 de Agosto de 2011[D]   | Inglaterra      | Reino Unido     | Hylands Park                              |
| Sul da América            |                 |                 |                                           |
| 17 de Setembro de 2011    | São Paulo       | Brasil          | Arena Anhembi                             |
| 18 de Setembro de 2011    | Belo Horizonte  | Brasil          | Estádio Jornalista Felipe Drummond        |
| 21 de Setembro de 2011    | Brasília        | Brasil          | Ginásio Nilson Nelson                     |
| 23 de Setembro de 2011[E] | Rio de Janeiro  | Brasil          | Parque Olímpico Cidade do Rock            |
| Europa                    |                 |                 |                                           |
| 29 de Setembro de 2011    | Belfast         | Reino Unido     | Odyssey Arena                             |
| 30 de Setembro de 2011    | Belfast         | Reino Unido     | Odyssey Arena                             |
| 1 de Outubro de 2011      | Belfast         | Reino Unido     | Odyssey Arena                             |
| 3 de Outubro de 2011      | Dublin          | Irlanda         | The O2                                    |
| 5 de Outubro de 2011      | Londres         | Reino Unido     | Arena O2 (Londres)                        |
| 6 de Outubro de 2011      | Londres         | Reino Unido     | Arena O2 (Londres)                        |
| 7 de Outubro de 2011      | Liverpool       | Reino Unido     | Echo Arena                                |
| 9 de Outubro de 2011      | Manchester      | Reino Unido     | Manchester Evening News Arena             |
| 10 de Outubro de 2011     | Glasgow         | Reino Unido     | Scottish Exhibition and Conference Centre |
| 11 de Outubro de 2011     | Glasgow         | Reino Unido     | Scottish Exhibition and Conference Centre |
| 13 de Outubro de 2011     | Londres         | Reino Unido     | Arena O2 (Londres)                        |
| 15 de Outubro de 2011     | Birmingham      | Reino Unido     | LG Arena                                  |
| 16 de Outubro de 2011     | Newcastle       | Reino Unido     | Metro Radio Arena                         |
| 19 de Outubro de 2011     | Lyon            | França          | Halle Tony Garnier                        |
| 20 de Outubro de 2011     | Paris           | França          | Palais Omnisports de Paris-Bercy          |
| 21 de Outubro de 2011     | Paris           | França          | Palais Omnisports de Paris-Bercy          |
| 22 de Outubro de 2011     | Antuérpia       | Bélgica         | Sportpaleis                               |
| 25 de Outubro de 2011     | Munique         | Alemanha        | Olympiahalle                              |
| 26 de Outubro de 2011     | Frankfurt       | Alemanha        | Festhalle                                 |
| 28 de Outubro de 2011     | Herning         | Dinamarca       | Jyske Bank Boxen                          |
| 30 de Outubro de 2011     | Oslo            | Noruega         | Oslo Spektrum                             |
| 31 de Outubro de 2011     | Malmö           | Suécia          | Malmö Arena                               |
| 1 de Novembro de 2011     | Stockholm       | Suécia          | Ericsson Globe                            |
| 2 de Novembro de 2011     | Stockholm       | Suécia          | Ericsson Globe                            |
| 4 de Novembro de 2011     | Hanôver         | Alemanha        | TUI Arena                                 |
| 5 de Novembro de 2011     | Leipzig         | Alemanha        | Arena Leipzig                             |
| 7 de Novembro de 2011     | Zurique         | Suíça           | Hallenstadion                             |
| 8 de Novembro de 2011     | Cologne         | Alemanha        | Lanxess Arena                             |
| 9 de Novembro de 2011     | Arnhem          | Países Baixos   | GelreDome                                 |
| 11 de Novembro de 2011    | Antuérpia       | Bélgica         | Sportpaleis                               |
| 13 de Novembro de 2011    | Londres         | Reino Unido     | Arena O2 (Londres)                        |
| 14 de Novembro de 2011    | Londres         | Reino Unido     | Arena O2 (Londres)                        |
| 15 de Novembro de 2011    | Londres         | Reino Unido     | Arena O2 (Londres)                        |
| 18 de Novembro de 2011    | Birmingham      | Reino Unido     | LG Arena                                  |
| 19 de Novembro de 2011    | Sheffield       | Reino Unido     | Sheffield Arena                           |
| 21 de Novembro de 2011    | Manchester      | Reino Unido     | Manchester Evening News Arena             |
| 22 de Novembro de 2011    | Nottingham      | Reino Unido     | Trent FM Arena                            |
| 23 de Novembro de 2011    | Glasgow         | Reino Unido     | Scottish Exhibition and Conference Centre |
| 25 de Novembro de 2011    | Dublin          | Irlanda         | The O2                                    |
| 27 de Novembro de 2011    | Newcastle       | Reino Unido     | Metro Radio Arena                         |
| 28 de Novembro de 2011    | Manchester      | Reino Unido     | Manchester Evening News Arena             |
| 29 de Novembro de 2011    | Birmingham      | Reino Unido     | NIA Arena                                 |
| 1 de Dezembro de 2011     | Londres         | Reino Unido     | The O2 Arena                              |
| 2 de Dezembro de 2011     | Manchester      | Reino Unido     | Manchester Evening News Arena             |
| 4 de Dezembro de 2011     | Hamburgo        | Alemanha        | O2 World                                  |
| 6 de Dezembro de 2011     | Łódź            | Polónia         | Atlas Arena                               |
| 7 de Dezembro de 2011     | Praga           | República Checa | O2 Arena                                  |
| 8 de Dezembro de 2011     | Budapeste       | Hungria         | Budapest Sports Arena                     |
| 10 de Dezembro de 2011    | Zurique         | Suíça           | Hallenstadion                             |
| 11 de Dezembro de 2011    | Turim           | Itália          | Torino Palasport Olimpico                 |
| 12 de Dezembro de 2011    | Milão           | Itália          | Mediolanum Forum                          |
| 14 de Dezembro de 2011    | Barcelona       | Espanha         | Palau Sant Jordi                          |
| 15 de Dezembro de 2011    | Madrid          | Espanha         | Palacio de Deportes                       |
| 17 de Dezembro de 2011    | Lisboa          | Portugal        | Pavilhão Atlântico                        |
| 20 de Dezembro de 2011    | Londres         | Reino Unido     | Arena O2 (Londres)                        |
| 21 de Dezembro de 2011    | Londres         | Reino Unido     | Arena O2 (Londres)                        |
| 22 de Dezembro de 2011    | Londres         | Reino Unido     | Arena O2 (Londres)                        |

Festivais musicais e outras performances
A Este concerto é parte do concerto de beneficência "Tragedy to Triumph".
B Este concerto é parte do festival "On the Beach".
C Este concerto é parte do festival "Bergen Calling".
D Este concerto é parte do festival V Festival.
E Este concerto é parte do festival Rock in Rio Brasil.

### Vendas
| Local                  | Cidade       | Bilhetes vendidos / Disponíveis | Receitas   |
| ---------------------- | ------------ | ------------------------------- | ---------- |
| Bell Centre            | Montreal     | 26,452 / 26,452 (100%)          | $2,269,580 |
| Palace of Auburn Hills | Auburn Hills | 11,135 / 11,135 (100%)          | $1,354,198 |